# 中國共產黨臺南市工作委員會
中國共產黨台灣省台南市工作委員會，簡稱台南市工作委員會、中共台南市委，是中国共产党在台湾省台南市的地方组织，是中共台湾省委的派出机构。
中共台南市委為中國共產黨設置於台灣台南市之外圍組織，成立於1946年10月，以讀書會形式進行活動，由李媽兜負責。台南市工作委員會轄下設有麻豆支部、台南市街頭支部支部、中營支部、大埤寮支部、山寮子支部、南頭港支部、下營支部、桶頭村支部、北門支部、二重溪支部、頭社支部、鳴頭村支部、玉井支部、中營支部、玉井糖廠支部、關廟支部、新營支部、新營糖廠支部、石仔瀨支部、石光村、白河支部支部等。1950年，毛人鳳主導之保密局破獲該委員會，李媽兜於1952年落網，先後逮捕相關聯的支部成員等達264人。其中包含擔任委員會書記一職的李媽兜在內，此相關「匪諜案」共有61人遭槍斃，186人被判1至15年有期徒刑，17人無罪釋放。
台南市工作委員會為台灣省工作委員會直屬機構，初期由嘉義人張志忠領導，後南部組織皆由陳澤民領導，株連政治犯甚多。

## 成立背景
中国抗日战争结束後，部分台籍青年同情中共遭遇，並對毛澤東提出的新民主主義心生嚮往，以此，在知識份子之間開始出現大幅度的左傾，1945年開始，國府與共產黨的爭鬥益加劇烈，自此，中共開始大量滲透到国民党统治區，及至1946年沈崇案發生，國府聲望一落千丈，各地學潮不斷，而大學生甚至為支持共產主義遊行並瘋狂引為風尚，此時期加入共產黨的台籍青年如吳克泰、陳炳基或滲透至台灣的學者如黃肅秋等，開始結合舊日在台的同志，開始加入解放台灣的工作，此類工作早在1946年海南及其他國府掌控區域即不斷發生，只是當時無法可作為依據進行逮捕及審問，以此至二二八發生後，大量台籍菁英左傾，加上當時國府在中國大陆戰事節節敗退，猶如風中殘燭，激起有志青年加入中共解放台灣的工作，當然也有少部分投機者認為國府不可能支撐超過1年，加以老台共如廖瑞發與回台後的蔡孝乾、張志忠本來在日治時期即與部分反日青年相結合，因此雙方至此快速激盪，在1947年之後，地下黨的組織快速膨脹，台南市工作委員會就是在這種背景下誕生。
李媽兜生長在日據時代的大內，自幼家貧因，十三歲才得以進入小學就讀，畢業後在村內學校擔任教職，因不滿日本校長對台灣教員的欺壓而痛毆校長，其後三分教職工作也因為與日本同僚發生衝突而遭辭退，儘管貧困卻堅持台灣人的尊嚴對抗日本壓迫是其本色，進而結識一群志同道合的朋友，加入農民組合，遭日本當局逮捕入獄，後生活困頓前往福建參加李友邦將軍台灣義勇隊，1946年戰後，透過台灣義勇隊友人崔志信介紹認識了張志忠與蔡孝乾，加入省工委並成為其主要成員，憑藉著他的執著騎著單車足跡踏遍各地，大量吸收成員。

## 历史

### 成立
1946年10月，李媽兜、陳福星與陳文山奉命成立省工委台南市工作委員會。李媽兜發展組織快速，足跡廣達半個台灣，截至落網為止，已領導至少四十多個組織與支部，台南市委會由陳福星等組織，台南市街頭支部由李媽兜建立，台南工學院附屬工業學校與台南省立工業學校支部由鄭海樹、何川、何秀吉等人領導，麻豆支部由謝瑞仁領導、山寮子支部、南頭港支部、中營支部(牛犁會)皆由楊德全領導、大埤寮支部由蔡國禮領導、下營支部陳窗領導、石光村由吳鵬燦領導、桶頭村支部黃振昌領導、北門支部李鹿、二重溪支部楊崇烈、頭社支部羅錦昌、鳴頭村支部鄭沂清、玉井支部楊鬧雲、玉井糖廠支部曾福禮、關廟支部陳文山、新營支部郭鍾椬、新營糖廠支部李明珠、楠西支部陳聰一、嘉義街頭支部周永富、大內支部楊清淇、嘉義鐵路局機務段支部曾木根，石仔瀨支部楊鬧上、白河支部黃武宗等。

### 解散
1949年8月，光明報事件造成基隆市工委會與台北市工委會的組織相繼淪陷。情治機構於是藉此展開嚴密偵查，並逮捕蔡孝乾等人，蔡孝乾變節後全省展開大搜捕，1950年5月，張志忠等13名重要幹部落網，宣告省工委台南市工委的覆亡。隨著李媽兜流竄並四處借宿借款，牽連人數與規模不斷擴大，1952年2月16日李媽兜與女友陳淑端在臺南市安平港擬偷渡赴香港時被逮捕。
中共台南市工委遭国防部保密局破獲後，中华民国政府隨即審判，台南市工委案僅李媽兜、陳淑端等幾人遭判死刑，可說是極小的案件，然而李媽兜流竄半個台灣並四處借宿借款，牽連人數與規模不斷擴大，甚至擴及雲林、阿里山、高雄、屏東等地。由於早年口述歷史許多當事人有所顧忌，但隨著整個社會氛圍的改變，近年陸續坦露出其參加地下黨的事實、宣示、發展乃至群眾工作，許多過去被掩蓋真相，逐漸被發掘出來，當時表示不清楚不知道的無辜受害者，開始講述其加入共產黨的過程與心路歷程，對於當時宣稱不認識的人，也開始講述其認識與介紹加入共產黨的過程，如林麗南對高添丁與廖瑞發見面引薦加入共產黨經過。有驚人記憶力的陳英泰，鉅細靡遺的紀錄了組織成員與他們的故事。
1949年由於國府戰敗後民心渙散，大多數省工委成員都認為台灣可能跟海南島一樣短期間內就解放，韓戰爆發之後，情勢急轉直下，在軍法處的省工委要角自知由於案情嚴重可能遭重判，以「吃麵包」為暗號，蘊釀越獄，1951年2月6日，由何秀吉、邱焜棋、梅衡山、施教爐等人在軍法處趁機打開牢門持酒瓶攻擊獄警，企圖脫逃，參與的成員包含台南案、桃園案、于凱、李凱南等人，陳英泰稱為軍法處「吃麵包計畫」，越獄失敗後所有參與成員除施志聰、陳溪加重徒刑外其餘都遭判處死刑，連帶加速台南案的判決。

## 他案
「台南市工作委員會案」爆發後大規模濫捕行動展開，加上自新檢舉案類複雜，1960年代之前，台南市工委案相關的白色恐怖案件計有
李媽兜、陳淑端、郭鍾椬、楊清淇、楊鬧上、鄭沂清、康海闊、李凱南、楊舞井、羅天賀、曾木根、羅雨祥、羅金成、藍春盛、李來基、郭老富、黃秋永、盧鏡澄、黃添才、郭清池、張棟材、王炎山、王金象、陳麗水、蔡瑞欽、謝傳祖、王柏棟、林榮村、黃錦文、林拾、張欽、陳沙、潘弘杉、林水清、李義成、李明珠、王碧樵、謝木松、賴象、潘子欽、謝瑞仁、張木火、蔡國禮、陳窗、姜炎坤、曾福禮、蘇江、楊鬧雲、何秀吉、邱焜棋、梅衡山、何川、唐朝雲、軒轅國權、曾錦堂、黃武宗、鄭海樹、盧朝元、陳文山、吳聲達、吳鵬燦，61名判為死刑。
- 台南市工委案 包含李媽兜案、李義成案、鄭海樹案、陳文山案 共有李媽兜、陳淑端、李義成、何秀吉、何川、鄭海樹等13人死刑 餘31人判徒刑 陳福星省工委二次重組自新 新營支部 郭鐘椬死刑 新營糖廠 李明珠死刑。
- 台南工學院附屬工業學校案 包含石朝錤案、羅明懋案及吳聲達案 台南工學院附屬工業學校與台南省立工業學校吳聲達、邱焜棋、梅衡山、唐朝雲、軒轅國權、曾錦堂等6人死刑，其中吳聲達原判12年徒刑，在綠島獄中組織案中遭判死刑槍決，餘14人判徒刑。白河小組 黃武宗死刑。
- 麻豆支部案 33人遭判刑 其中謝瑞仁、張木火等死刑 林書揚等皆重判數十年 大埤寮支部 蔡國禮醫師死刑 餘2人判徒刑。
- 中營支部案 楊德全自新 包含楊銀象牛犁會案 郭清池死刑 餘18人判徒刑 二重溪支部 楊崇烈自新，外省教員呂祥禮遭判刑8年。
- 大內支部案 楊清淇、康海闊槍決 餘3人判徒刑 石仔瀨支部 楊崇烈自新，楊鬧上、潘子欽死刑 餘12人判徒刑 鳴頭村支部 鄭沂清死刑 餘5人判徒刑 頭社支部 羅錦昌自新。
- 下營支部案 陳窗、姜炎坤槍決 餘12人判徒刑 桶頭村支部 黃振昌自新。
- 北門支部案 李鹿逃亡，於1953年投案自新。
- 玉井支部案 楊鬧雲案 蘇江、楊鬧雲死刑 玉井糖廠支部 曾福禮死刑 餘14人判徒刑。
- 關廟支部案 陳文山死刑 盧朝元、李來基、郭老富、黃秋永、盧鏡澄、黃添才、王炎山、王金象、陳麗水遭判死刑槍決 10人遭判徒刑。
- 嘉義支部 張棟材死刑 餘2人判徒刑。
- 嘉義鐵路局機務段支部 同案18人 曾木根、羅雨祥、羅金成、藍春盛、林拾、張欽、陳沙、潘弘杉、林水清 9人遭槍決。
- 石光村支部案 吳鵬燦死刑 餘三人同案遭判徒刑。
- 朴子小組後崛基地 由於李凱南持有槍械而遭重判，同案楊舞井、羅天賀、蔡瑞欽、謝傳祖、王柏棟、林榮村、黃錦文皆判死刑，餘7人判徒刑。